# شاه سلطان بنت مصطفى
شاه سلطان بنت مصطفى هي ابنة السلطان العثماني مصطفى الثالث. وُلدت في 20 أبريل 1761 في إسطنبول، وتوفيت في 11 مارس 1803 في إسطنبول.